# Kravall (fest)
Kravall är en typ av studentfest vid Linköpings universitet; begreppet är en sammandragning av "krav på overall". Alltså en fest med klädkod: overall.

## Historik

### Tentakravallerna
Tentakravallerna arrangerades ursprungligen på Ryds Herrgård (HG), som var ett av Linköpings första studentställen och tidigaste kårhus. De ordnades i anslutning till slutet på teknologernas tentamensperioder, med liveframträdande av studentorkestern LiTHe Blås.
I samband med att det nya kårhuset Kårallen invigdes flyttades kravallerna dit, en byggnad avsedd och bättre lämpad för att husera större fester. Samtidigt började teknologsektionerna att överta arrangerandet av kravallerna. Till en början var inträdet gratis, men så småningom infördes biljetter med förköp för att reglera kösituationen. Då festerna inte var avsedda att gå med vinst användes biljettintäkterna för att bjuda varje deltagare på en öl och en hamburgare.
Dittills hade kravallerna haft en tydlig koppling till studenterna vid den dåvarande tekniska högskolan.
I samband med att kravallerna flyttades till Kårallen fanns också flera nya intresserade arrangörer, däribland sektionerna vid Filosofiska fakulteten (FilFak). Ekonomföreningen ELIN uppfann en av de mer beständiga alternativkravallerna, Luciakraballen, som länge var en av de riktigt stora festerna med kända liveartister som huvudsakligt dragplåster. På 2000-talet tillkom lärarsektionens KraValentine i samband med alla hjärtans dag. ESN Party Committe, de inresande utbytesstudenternas festeri, anordnar Intervallen, där både barer och matservering tar internationell smak för en kväll.
Samtidigt utvecklade teknologsektionerna festerna till helhelgskoncept med studentikosa tävlingar, där tävlingens tema ofta smittade av sig på kravallen.

## Kravallkalender (Campus Valla)
- SOF och Fortes Utedisco / LinTek och Fortes Utedisco Utomhuskravall sista lördagen i TekFaks (Tekniska fakulteten, LiTH) nolleperiod. Äger rum på området utanför Kårallen och är med 3000 släppta biljetter det största discot under nolleperioden.[3]
- On The Rocks  Höstens omtentaperiod avslutades före 2018 av On the Rocks som 2022 ersattes av In the Glow.[4]
- Dra't i spa't Draget i folkmun, anordnas av I-sektionens mästeri. Kravallen hålls på fredagskvällen före I-sektionens årliga dragkamp över Tinnerbäcken under lördagen. Draget är läsårets första större fest efter nolleperiodens slut och är den kravall på universitetet med längst historia, start 1970. Ett antal större artister har uppträtt på Draget, bland andra Icona Pop och Oskar Linnros.[5]
- Le Mans-kravallen  Anordnas av Festmaskineriet (Maskintekniks festeri, M-sektionen) i september/oktober. Det är en tredagarsfest; med start på torsdagen med kravall och avslut i sittning och stort eftersläpp på lördagen. Le Mans dök upp under 2000-talet och var tänkt som en nystart för M-sektionens festliv, när den ersatte det sedan 1993 årligen återkommande ÄveMtyret. Festen har sitt namn efter sektionens go cart-tävling, som sedan 2010 ersatts med ett trampbilsrace.[6]
- Lagens Änglar / Sensation White  Anordnas av Jur6, affärsjuristernas sexmästeri, traditionsenligt på den första lördagen i oktober. Anordnades första gången på Kårallen 2008 och har sedan 2009 haft temat Sensation White. Denna kravall skiljer sig från övriga kravaller då klädkoden inte är overall utan vita kläder.[7]
- Intervallen  Intervallen arrangeras i oktober av ESN (Erasmus Student Network) tillsammans med inresta utbytesstudenter.[8]
- Pallen  Högskoleingenjörernas (Ling-sektionen) tävlingshelg som anordnas av VI-Ling (sektionens festeri) i början av november heter Pallen, då tävlingen har en pall öl som förstapris. Tidigare har tävlingen utgjorts av en bygga-båt-och-ro-den-tävling på Stångån, men i början av 2000-talet bytte tävlingen form och blev en hockeyspelsturnering. Pallen har sedan genomgått ytterligare förändringar och de senaste åren har tävlingen bestått av en paintballturnering. Tävlingens förstapris, och därmed kravallens namn, har dock bestått.
- Trippen  LEGO Trippen ersatte 1996 den tidigare kravallen 100-köret. Kravallen anordnades av CC (festeriet för Datavetenskap, C-sektionen) vanligen i november, fram tills att sektionen slogs ihop med D-sektionen 2013.[9] Namnet särstavades med anledning av sponsoravtal med LEGO i Danmark.
- [10]
- Schlaget  En tredagarsfest arrangerad av 4-verkeriet (MatNat-sektionens festeri) i slutet av november. Under lördagen går en gyckeltävling av stapeln där publiken får rösta fram det bästa gycklet och det går även att vinna i kategorierna "bästa tema" och "bästa hud". Schlaget arrangerades första gången 1994. [11]
- Luciakraballen  Ekonomernas stora kravall anordnas av ELIN Players (Civilekonomernas festeri) kring eller runt lucia, ofta lördagen innan.[12]. Sedan sent 1990-tal har arrangörerna satsat på och lyckats med att ha stora band på scenen.
- VSR-kravallen  VSR-kravallen i februari ansluter till Valla Saucer Rennen, som är Y-sektionens stora tävling. Den anordnas av festeriet för Teknisk fysik och elektroteknik, Y6. Det är en av de största traditionella teknologkravallerna. VSR hålls traditionsenligt den första veckan i februari sedan 1979.[13]
- SunTrip En tredagarsfest som anordnas traditionsenligt den första helgen i mars varje år av SM (SAKS mästeri), Läx (LSEKs festeri) och FBI (FLiNS mästeri). SunTrip börjar med en torsdagskravall och avslutas med sandslottsbyggartävling, sittning och fest på lördagen.[14][15]
- DÖMD  D-sektionens Öppna Mästerskap i Dart (DÖMD) arrangeras i slutet av mars eller början av april. Det är en tredagarsfest; med start på torsdagen med kravall och som avslutas med tävling och sittning på lördagen. Den anordnas av D-Group (Datateknologsektionens festeri).[16]
- Akuten  Akuten är kravall som är arrangerad av Sjuksköterskesektionens festeri SSKål, den var även den första kravallen arrangerad av en sektion från hälsouniversitetet. Infaller den 30 april varje år sedan 2003.[17]
- Utekravallen  Utekravallen hålls i maj, anordnas sedan 1991 av I-sektionens mästeri och äger rum i amfiteatern och på Blå havet utanför Kårallen. Utekravallen är Linköpings universitets största kravall med 4000 besökare år 2017 och 4500 besökare år 2019. Artister genom åren har bland annat varit Markus Krunegård, Johnossi, Dada Life, The Sounds och Hoffmaestro.[18]

## Artister som uppträtt
- Teddybears (Festivallen 2015)
- Broder Daniel och Håkan Hellström (Utekravallen 1997)
- Dada Life (Utekravallen 2019 & Luciakraballen 2022)
- Kapten Röd (Dra't i Spa't 2018)
- Kaliffa (Dra't i Spa't 2019 & Festivallen 2022)
- Kent (Sommar-X 1995)
- Den Svenska Björnstammen (SunTrip 2012 & Sommar-X 2022)
- Oskar Linnros (Dra't i Spa't 2008 & Festivallen 2018)
- Albatraoz (SunTrip 2013)
- Fibes, Oh Fibes! (SunTrip 2010)[19]
- Alina Devecerski (SunTrip 2015)
- Joy (SunTrip 2016 & Festivallen 2017)
- Maskinen (SunTrip 2016 & Festivallen 2017)
- Markoolio (SunTrip 2017 & 2019)
- Adam Tensta (SunTrip 2018)
- Thomas Stenström (SunTrip 2018, Festivallen 2016 & 2019)
- Hoffmaestro (Utekravallen 2016)
- Movits! (Utekravallen 2017, Snutte 2019 & Le Mans 2022)
- Victor Leksell (Festivallen 2019)
- Nadja Evelina (Festivallen 2019)
- Panda Da Panda (Le Mans 2016 & Festivallen 2017)
- Mange Makers (Le Mans 2016, SunTrip 2020 & 2024)
- Rebecca & Fiona (Lusseballen 2016)
- Martin Jensen (DÖMD 2017)
- Adrian Lux (Dra't i Spa't 2016)
- Albin Johnsén (Pallen 2016)
- Hedegaard (Vinterkravall-N 2017)
- Ken Ring (Underground 2017)
- Fricky (Collegekravallen 2018 & 2022, Festivallen 2024)
- Anis Don Demina (Vinterkravall-N 2018)
- The Sounds (VSR-kravallen 2018)
- Jireel (DÖMD 2019)
- Jack Moy (Vinterkravall-N 2019)
- Niello (Vinterkravall-N 2016)
- Mares (Festivallen 2018)
- ODZ (SunTrip 2020 & 2022)
- Estraden (Pallen 2022)
- Basshunter (DÖMD 2022)
- Timbuktu (Utekravallen 2022)
- Björn Holmgren (Collegekravallen 2023)
- Grandi (Collegekravallen 2023)
- Dice of Nights (Collegekravallen 2023)
- Junie (Collegekravallen 2023)
- De vet du (Le Mans 2019, Festivallen 2023)
- Otto Knows (Utekravallen 2023)
- Panetoz (Snuttefilmen 2020 & Dra't i Spa't 2023)
- Dani M (Le Mans 2023)
- Broiler (Luciakraballen 2019 & 2023)
- Reyn (VSR-kravallen 2024)
- Albin Myers (VSR-kravallen 2024)
- Greekazo (Goldfever 2022 & Collegekravallen 2024)
- Daniel Adams-Ray (Utekravallen 2024)
- Samir & Viktor (Sommar-X 2024)
- LOAM (Dra't i Spa't 2024)
- Linda Bengtzing (DÖMD 2019, Sommar-X 2016 & 2023, Le Mans 2024)
- Sean Banan (Pallen 2024)
- Nause (Dra't i Spa't 2021 & Luciakraballen 2024)
- Fjellrev (SunTrip 2025)
- Myra Granberg (DÖMD 2024 & Collegekravallen 2025)
- Medina (Festivallen 2023 & DÖMD 2025)
- Tix (DÖMD 2025)
- Norlie & KKV (Festivallen 2017 & Festivallen 2025)
- Lov1 (Pallen 2021 & Festivallen 2025)
- Tjuvjakt (Festivallen 2022, Utekravallen 2018 & 2025)
- Andreas Lundstedt (Sommar-X 2025)